# Oberding
Oberding – miejscowość i gmina w Niemczech, w kraju związkowym Bawaria, w rejencji Górna Bawaria, w regionie Monachium, w powiecie Erding, siedziba wspólnoty administracyjnej Oberding. Leży około 5 km na północny zachód od Erdinga.

## Komunikacja
Na terenie gminy zlokalizowany jest otwarty w 1992 port lotniczy Monachium. Jest obecnie drugim co do wielkości portem lotniczym w kraju, obsługuje się tutaj 30,7 mln pasażerów.

## Dzielnice
W skład gminy wchodzą następujące dzielnice: 
- Notzing
- Oberding
- Aufkirchen
- Niederding
- Notzingermoos
- Oberdingermoos
- Schwaig
- Schwaigermoos

## Demografia
Dane o ludności z 31 grudnia 2008:
| Opis                                | Ogółem | Ogółem | Kobiety | Kobiety | Mężczyźni | Mężczyźni |
| ----------------------------------- | ------ | ------ | ------- | ------- | --------- | --------- |
| Jednostka                           | osób   | %      | osób    | %       | osób      | %         |
| Populacja                           | 5380   | 100    | 2597    | 48,27   | 2783      | 51,73     |
| Wiek przedprodukcyjny (0–17 lat)    | 1148   | 21,34  | 543     | 10,09   | 605       | 11,25     |
| Wiek produkcyjny (18–65 lat)        | 3590   | 66,73  | 1729    | 32,14   | 1861      | 34,59     |
| Wiek poprodukcyjny (powyżej 65 lat) | 642    | 11,93  | 325     | 6,04    | 317       | 5,89      |

## Polityka
Wójtem gminy jest Helmut Lackner, rada gminy składa się z 20 osób.
|      | CSU | SPD/PFB | WGSS | WGON | WGOO | WGOA | WGN | FWGN | Razem |
| 2008 | 3   | 1       | 4    | 3    | 3    | 3    | 2   | 1    | 20    |
| 2002 | 3   | 1       | 3    | 2    | 2    | 2    | 2   | 1    | 16    |

## Oświata
W gminie znajdują się 4 przedszkola oraz szkoła podstawowa z częścią Hauptschule (20 nauczycieli, 330 uczniów).